# Ч/б
Ч/б — шестой альбом группы Пилот, выпущенный в 2006 году. В альбоме между композициями вставлены рассуждения о философской и жизненной позиции Альберта Эйнштейна и чтение цитат из его работ.

## Список композиций
Илья Черт — музыка и слова, кроме особо отмеченных
1. Intro — 0:43
2. Ч/б — 4:28
3. Относительность — 1:05
4. Деревенская — 5:11
5. Где ты? — 3:52
6. Сегодняшним днем (слова В. Черножуков) — 6:09
7. Готика (слова Ю. Баранов) — 4:20
8. Молитва (слова Н. Кокурин) — 3:58
9. Палач — 4:56
10. Круговерть — 4:48
11. Белая ночь — 5:36
12. Петля — 4:44
13. Уголь и перья — 5:40
14. Ч/б мотив (Слова В.Черножуков) — 4:16
15. Граница (бонус-трек) — 4:37

## Участники записи
- Илья Чёрт — вокал, акустическая гитара
- Виктор Бастраков — гитара
- Станислав Марков — бас
- Макс Йорик — скрипка, клавиши
- Николай Лысов — барабаны
- Андрей Иванов — гитара
- Лариса Чипига — саксофон
- Лена Тэ — виолончель
- Максим Некрасов — губная гармошка
- Оксана Кочетова — вокал
- Вера Волкова — вокал
- Павел Ключарев — клавиши
- Роман Невелев — бас
- Фрол Жуков — читает за Эйнштейна
- Антон Соя — читает информацию об Эйнштейне и фрагменты Общей теории относительности
- Андрей Самсонов — продюсирование, сведение, мастеринг